# Go To Hell
«Go To Hell» es una canción del grupo de thrash metal Megadeth que fue hecha para la banda sonora de la película Bill & Ted's Bogus Journey y luego aparece en su álbum Hidden Treasures.
La canción empieza con una introducción del bajo y luego se escucha a unas niñas rezar (la oración Now I Lay Me Down to Sleep que rezan las niñas es la misma que aparece en la canción de Metallica Enter Sandman y según declaraciones de Mustaine había tenido la idea del rezo cuando estaba con Metallica). 
La letra se trata de una persona que muere y va al infierno y ve su funeral. Al final de la canción Mustaine canta el rezo pero en vez de decir Pray the Lord my soul to keep (rezo a dios que tome mi alma) dice Bla Bla Bla my soul to keep.
Tiene un vídeo donde se ven imágenes demoniacas y algunas religiosas.
La canción ya no es tocada en las actuaciones en vivo de Megadeth debido al cambio de creencias de Mustaine.